# Kneževina Taranto
Kneževina Taranto je bila država v južni Italijji, ki jo je leta 1088 ustanovil Bohemond I., najstarejši sin Roberta Guiscarda, kot del mirovnega sporazuma med Bohemondom in njegovim mlajšim bratom Rogerijem Borso po sporu za nasledstvo Vojvodine Apulije.
Glavno mesto kneževine, ki je pokrivala celo peto Apeninskega polotoka, je postal Taranto. V naslednjih 377 letih zgodovine je bila včasih močan in skoraj neodvisen fevd Kraljevine Sicilije in pozneje Neapeljskega kraljestva, včasih pa le naziv, pogosto podeljen prestolonasledniku ali možu vladajoče kraljice. Ko se je Anžujska hiša razcepila, je Taranto pripadel hiši Durazzo (1394–1463).
Ferdinand I. Neapeljski je po smrti svoje žene Izabele Clermontske Kneževino Taranto združil z Neapeljskim kraljestvom. Kneževina je bila ukinjena, vendar so neapeljski kralji svojim sinovom še naprej podeljevali naziv knez  Taranta, najprej  najstarejšemu Izabelinemu sinu in bodočemu kralju Alfonzu II. Neapeljskemu.

## Grofi
- Geoffrej (1063 – pred 1072)
- Rihard (pred 1072–1080)
- Peter, kot regent
- Robert Guiscard (1080–1085)
- Bohemond (1085–1088)

## Knezi

### Dinastija Hauteville (Altavilla)
- 1088 - Bohemond I. (1054–1111), kasneje prvi knez križarske Kneževine Antiohije
- 1111 - Bohemond II. (1108–1130), tudi knez Antiohije
- 1128 - kralj Rogerij II. (1093–1154), vojvoda Apulije, kralj Sicilije, združitelj južne Italije
- 1132 - Tankred, sin Rogerija II., knez Barija, kneževino dobil od svojega očeta
- 1138 - Viljem I., kasneje kralj Sicilije, sin Rogerija II., knez Taranta postal po smrti brata Tankreda
- 1144 - Simon, sin Rogerija II., knez postal potem, ko je brat Viljem postal knez Kapue in vojvoda Apulije
- 1157 - Viljem II., kasneje kralj Sicilije
- 1189 - Tankred Sicilski, grof Lecceja
- 1194 - Viljem III., kralj Sicilije (odstavljen), grof Lecceja

### Dinastija Hohenstaufen
- 1194 - Henrik, cesar Svetega rimskega cesarstva in kralj Sicilije
- 1198 - Robert
- 1200 - Valter III. Briennski
- 1205 - Friderik II.
- 1250 - Manfred Sicilski, sin Friderika II., kasneje tudi kralj

### Anžujci
- 1266 - Karel I. (1227–1285)
- 1285 - Karel II.  (1248–1309), sin Karla I., kralj Neaplja
- 1294 - Filip I. (1278–1331), sin Karla II., naslovni latinski cesar
- 1331 - Robert Tarantski (1299–1364), sin Filipa I.
- 1346 - Ludvik Tarantski (1308–1362), sin Filipa I., istočasno kralj Neaplja
- 1364 - Filip II. (1329–1374), sin Filipa I., naslovni latinski cesar
- 1356 - Filip III., umrl v mladosti naslov vrnjen njegovemu očetu

### Dinastija Baux (Del Balzo)
- 1374 - Jakob Baux, nečak Filipa II., naslovni latinski cesar

### Dinastija Welf ali Brunswick
- 1383 - Oton (1320–1398), vdovec Ivane I. Neapeljske

### Dinastija Orsini
- 1399 - Rajmond del Balzo Orsini, znan tudi kot Raimondello, mož grofice Lecceja Marije Enghienske, naslednice Briennov
- 1406 - Ladislav Draški, kralj Neaplja. drugi mož Marije Enghienske
- 1414 - Jakob II. Bourbon-La Marche, mož Ivane II Neapeljske
- 1420 - Giovanni Antonio del Balzo Orsini, sin Marije Enghienske in Raimondella
- 1463 - Izabela Clermontska, nečakinja Ivana Antonija